# Luis Minguela
Luis Mariano Minguela Muñoz (født 5. januar 1960 i Frumales, Spanien) er en spansk tidligere fodboldspiller (midtbane).
På klubplan spillede Minguela hele sin karriere, fra 1977 til 1992, hos Real Valladolid. Han spillede over 350 La Liga-kampe for klubben og var i 1984 med til at vinde den spanske ligapokalturnering Copa de la Liga, der sidenhen er blevet afskaffet.
Minguela spillede desuden én kamp for Spaniens landshold, en venskabskamp mod Polen 20. september 1989.

## Titler
Copa de la Liga
- 1984 med Real Valladolid